# Güler Turan
Güler Turan (Gent, 1 februari 1975) is een voormalig Belgisch politica voor de socialistische partij Vooruit.

## Biografie

### Jeugd
Ze is het tweede kind uit een gezin van vier van Turkse afkomst. Op haar derde verhuisde het gezin Turan van Gent naar Antwerpen, waar ze zich vestigden te Berchem. Haar vader werkte als arbeider voor Opel Belgium, haar moeder baatte een zaak uit in Berchem zelf. Haar basisonderwijs liep ze in de Jozef Balstraat, het secundair in het Koninklijk Atheneum Berchem waar ze wetenschappen - wiskunde studeerde. Ze ging verder studeren aan de Universiteit Antwerpen, waar ze in 1998 als licentiaat in de rechten met onderscheiding afstudeerde. Ze vulde haar licentiaatsdiploma in 2000 aan met een extra master in ondernemingsrecht.

### Professionele loopbaan
Ze startte haar carrière van 1998 tot 2002 bij het prominente advocatenbureau Huybrechts-Engels-Craen. In 2002 opende ze haar eigen advocatenkantoor in de Driekoningenstraat te Berchem, dat ze tot 2013 leidde. Daarnaast was ze van 2004 tot 2007 docent burgerlijk recht en vennootschapsrecht in het volwassenonderwijs. Aangetrokken door het project van Patrick Janssens voor de stad, stelde ze zich bij de gemeenteraadsverkiezingen van oktober 2006 kandidaat voor de Antwerpse gemeenteraad en werd probleemloos verkozen. Als gemeenteraadslid was zij voorzitter van Integan en voorzitter van Interkabel.
Een vierde plaats leverde haar bij de Vlaamse verkiezingen van 7 juni 2009 een zetel op in het Vlaams Parlement. Daar werd ze onder meer vast lid van de commissie Werk, Economie, Sociale Economie, Innovatie en Wetenschapsbeleid. Ze behartigde vanuit die commissie de belangen van ondernemers. Daarbij vestigde ze de aandacht op de verschillende ondernemende doelgroepen. Ze werd onder meer de spreekbuis van de gefailleerde ondernemers, vrouwelijke ondernemers, jonge ondernemers, allochtone ondernemers en oudere ondernemers. Naast haar inzet voor deze doelgroepen concentreerde ze zich op sociaal innovatieve vormen van ondernemen zoals crowdfunding, microkredieten, coöperatieven en anderen. Na de verkiezingen van 13 juni 2010 werd ze vanaf midden juli 2010 door het Vlaams Parlement aangewezen als gemeenschapssenator. Vanuit de commissie Justitie pleitte ze daar vooral voor een toegankelijker rechtssysteem.
In december 2011 gaf ze haar zetel als gemeenschapssenator op, omdat Patrick Janssens haar vroeg om schepen in Antwerpen. Op 23 december 2011 legde ze de eed af in die functie, met de bevoegdheden Wonen, Jeugd, Samenlevingsopbouw, Stedelijk wijkoverleg en Ontwikkelingssamenwerking.
Ze werd als kandidaat voor de Antwerpse gemeenteraad en de Berchemse districtsraad voor de lokale verkiezingen van 14 oktober 2012 verkozen en ging zetelen in de Antwerpse gemeenteraad, waar ze met haar partij in de oppositie belandde. Daar behartigde ze thema's rond werk en economie. Zo schreef ze onder meer een jeugdwerkgelegenheidsplan en ijverde ze parallel voor een uitgewerkt ondernemersstatuut voor jongeren.
Naast de thema's rond werk (jeugdwerkgelegenheid) en economie (ondernemen) was ze vanuit haar juridisch-technische en economische achtergrond tevens de woordvoerder van de partij in het Opel Antwerpen-dossier.
Bij de Vlaamse verkiezingen van 25 mei 2014 werd ze herkozen als Vlaams Parlementslid en werd ze begin juli 2014 door haar partij als deelstaatsenator naar de hervormde Senaat gestuurd. Ze onthield zich op 28 juni 2017 als enige bij de stemming tegen het onverdoofd slachten in het Vlaams Parlement. Turan bleef senator en Vlaams Parlementslid tot in mei 2019. In de legislatuur 2014-2019 was Turan in het Vlaams Parlement ondervoorzitter van de commissie Buitenlands Beleid, Europese Aangelegenheden, Internationale Samenwerking, Toerisme en Onroerend Erfgoed.
Bij de lokale verkiezingen in oktober 2018 werd ze herkozen als gemeenteraadslid in Antwerpen. Toen duidelijk werd dat haar partij samen met N-VA en Open Vld een coalitieakkoord had gesloten, verzette ze zich hiertegen. In een interne stemming koos de sp.a om toch in het nieuwe stadsbestuur te stappen. Enkele dagen later gaf Turan te kennen zich niet verkiesbaar te stellen bij de parlementsverkiezingen in mei 2019, maar wel in de Antwerpse gemeenteraad actief te blijven. Daar bleef ze zetelen tot aan het einde van de legislatuur begin januari 2025.
Na haar politieke loopbaan was Turan van 2019 tot 2020 actief als zelfstandig juridisch consulente. Nadien was ze van 2020 tot 2024 managing partner en kwaliteitsmanager van BelgateQ, een bedrijf dat energieprestatiecertificaten aflevert. Sinds 2023 is ze Legal Manager bij de mobiliteitsorganisatie VAB.